# Universitetet i Zagreb
Universitetet i Zagreb (kroatiska: Sveučilište u Zagrebu, latin: Universitas Studiorum Zagrabiensis) är ett statligt universitet i Zagreb i Kroatien. Universitetet grundades år 1669 av den habsburgske kejsaren och kroatiske kungen Leopold I och består idag av 29 fakulteter och tre konstakademier. Zagrebs universitet är det äldsta universitetet i Kroatien med kontinuerlig verksamhet och tillika det äldsta universitetet i Centraleuropa söder om Wien och hela sydöstra Europa. År 2018 rankade Times Higher Educations Zagrebs universitet inom spannet 801–1000 för världens främsta lärosäten.

## Historia
Zagrebs universitet grundades officiellt den 23 september 1669 sedan den habsburgske kejsaren och kroatiske kungen Leopold I utfärdat ett dekret som beviljade jesuitakademin i den kungliga fristaden Zagreb universitetsstatus. Enligt dekretet fick filosofistudierna i Zagreb en formell och juridisk status som "Neoacademia Zagrabiensis". Filosofistudierna blev därmed officiellt en offentlig institution för högre utbildning.
Akademin drevs av jesuiterna i mer än ett sekel då jesuitorden år 1773 upplöstes av påven Clemens XI. Från år 1772 hade akademin plats för sammanlagt 200 studenter.
År 1779 utfärdade det habsburgska kejsarinnan och kroatiska drottningen Maria Teresia ett dekret som innebar grundandet av den Kungliga vetenskapsakademin (Regia Scientiarum Academia) som innefattade tre studier – filosofi, teologi och juridik.
Trots många organisatoriska förändringar kvarstod akademin till år 1874. Den var den centrala institutionen för högre utbildning i den kroatiska provinsen och utbildade de flesta medlemmarna ur den kroatiska intelligentsian. Inför den kroatiska lantdagen föreslog biskop Josip Juraj Strossmayer år 1861 att det skulle inrättas en rättslig grund för etableringen av Zagrebs universitet. Något som förverkligades i samband med kejsar Frans Josef I besök i Zagreb år 1869 då kejsaren undertecknade ett dekret om upprättandet av Zagrebs universitet. Fem år senare antog den kroatiska lantdagen en lag om dess etablering som ratificerades av kejsaren den 5 januari 1874. Den 19 oktober 1874 hölls en officiell invigningsceremoni för det moderna universitetet i Zagreb.

## Rektorer
| 01. Matija Mesić (1874–75) 02. Stjepan Spevec (1875–76) 03. Anton Kržan (1876–77) 04. Konstantin Vojnović (1877–78) 05. Franjo Maixner (1878–79) 06. Franjo Iveković (1879–80) 07. Aleksandar Bresztyenszky (1880–81) 08. Franjo Marković (1881–82) 09. Feliks Suk (1882–83) 10. Blaž Lorković (1883–84) 11. Đuro Pilar (1884–85) 12. Gustav Baron (1885–86) 13. Franjo Vrbanić (1886–87) 14. Tadija Smičiklas (1887–88) 15. Antun Franki (1888–89) 16. Luka Marjanović (1889–90) 17. Natko Nodilo (1890–91) 18. Ivan Bujanović (1891–92) 19. Josip Pliverić (1892–93) 20. Vinko Dvořák (1893–94) 21. Antun Maurović (1894–95) 22. Franjo Spevec (1895–96) 23. Armin Pavić (1896–97) 24. Juraj Dočkal (1897–98) 25. Josip Šilović (1898–99) | 26. Đuro Arnold (1899–1900) 27. Rudolf Vimer (1900–01) 28. Franjo Vrbanić (1901–02) 29. Vjekoslav Klaić (1902–03) 30. Ivan Bujanović (1903–04) 31. Josip Pliverić (1904–05) 32. Antun Heinz (1905–06) 33. Antun Bauer (1906–07) 34. Milivoj-Klement Maurović (1907–08) 35. Gustav Janeček (1908–09) 36. Josip Volović (1909–10) 37. Julije Rorauer (1910–11) 38. Julije Domac (1911–12) 39. Josip Pazman (1912–13) 40. Edo Lovrić (1913–14) 41. Đuro Korbler (1914–15) 42. Fran Barac (1915–16) 43. Ernest Miler (1916–17) 44. Julije Golik (1917–18) 45. Ivan Angelo Ruspini (1918–19) 46. Ladislav Polić (1919–20) 47. Karlo Radoničić (1920–21) 48. Vladimir Varićak (1921–22) 49. Đuro Nenadić (1922–23) 50. Stjepan Zimmerman (1923–24) | 51. Ladislav Polić (1924–25) 52. Drago Perović (1925–26) 53. Ernest Miler (1926–28) 54. Josip Belobrk (1928–32) 55. Albert Bazala (1932–33) 56. Đuro Stipetić (1933–35) 57. Stanko Hondl (1935–37) 58. Edo Lovrić (1937–38) 59. Andrija Živković (1938–40) 60. Stjepan Ivšić (1940–43) 61. Božidar Špišić (1943–44) 62. Stjepan Horvat (1944–45) 63. Andrija Štampar (1945–46) 64. Grga Novak (1946–47) 65. Andro Mohorovičić (1947–49) 66. Marko Kostrenčić (1949–50) 67. Antun Barac (1950–51) 68. Fran Bošnjaković (1951–52) 69. Teodor Varićak (1952–53) 70. Željko Marković (1953–54) 71. Hrvoje Iveković (1954–56) 72. Zoran Bujas (1956–58) 73. Marijan Horvat (1958–60) 74. Vladimir Serdar (1960–63) 75. Slavko Macarol (1963–66) | 76. Jakov Sirotković (1966–68) 77. Ivan Supek (1968–72) 78. Predrag Vranicki (1972–76) 79. Drago Grdenić (1976–78) 80. Ivan Jurković (1978–82) 81. Zvonimir Krajina (1982–86) 82. Vladimir Stipetić (1986–88) 83. Zvonimir Šeparović (1988–90) 84. Marijan Šunjić (1990–98) 85. Branko Jeren (1998–2002) 86. Helena Jasna Mencer (2002–06) 87. Aleksa Bjeliš (2006–14) 88. Damir Boras (2014–) |

Källa: Universitetet i Zagrebs officiella webbplats – Lista över rektorer. Läst 23 juli 2019.